# Gouden florijn

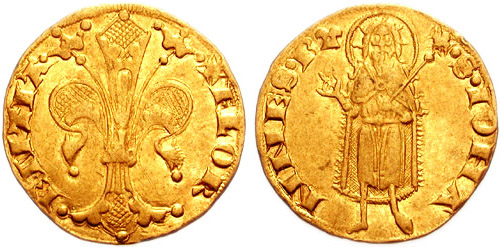
Een Italiaanse florijn uit 1347.

De gouden florijn (Italiaans: fiorino d'oro) of Italiaanse florijn was een gouden munt die van 1252 tot 1533 in Florence (ook wel Firenze) werd geslagen. 
Na de hervormingen die Karel de Grote had doorgevoerd, die ook van invloed waren op de valuta, waren zilveren munten de standaard geworden en kwamen gouden munten amper meer voor. Door de toenemende handel in de middeleeuwen, werd het geldverkeer groter en werd eveneens de vraag naar waardevaste munten groter. Keizer Frederik II van Hohenstaufen van het Heilige Roomse Rijk liet daarom in 1231 in Brindisi en Messina gouden munten slaan, de Augustalis. Daaropvolgend gingen de florerende republieken Venetië en Florence eveneens gouden munten slaan, alleen dan in grotere aantallen.
De Florentijnse Republiek begon in 1252 met het slaan van gouden munten, nadat ze bij de slag van Montalcino de Republiek Siena hadden verslagen. De munt bestond uit 3,54 gram fijngoud. Op de voorzijde was het stadswapen van Florence afgebeeld, een Fleur-de-lys, en op de achterzijde een beeltenis van Johannes de Doper, de beschermheilige van de stad. Vanaf 1300 werden de munten voorzien van een muntteken, waardoor de munten te dateren zijn. In de topjaren werden circa 350.000 munten geslagen, waarvoor 1,2 ton goud nodig was. In 1533 werd de laatste Italiaanse florijn geslagen, nadat Cosimo I de' Medici de munt afschafte en de Italiaanse scudo weer uitgaf.
De Italiaanse florijn was een voorbeeld voor vele andere munten, waaronder de goudgulden in de Lage Landen. Daarnaast komt de naam in talrijke muntnamen terug, zoals:
- Nederlandse gulden, ook wel florijn
- Forint, een Hongaarse munt
- Arubaanse florin